# Rathmannsdorf (Staßfurt)

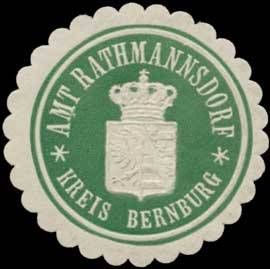
Siegelmarke Amt Rathmannsdorf

Rathmannsdorf ist ein Ortsteil von Staßfurt im Salzlandkreis in Sachsen-Anhalt. Am 1. Januar 2004 wurde die ehemals selbstständige Gemeinde nach Staßfurt eingemeindet.

## Geografie und Verkehr
Der auf einer Höhe von 72 Metern liegende Ortsteil befindet sich südlich des Mündungsdreiecks des Kabelgrabens in den Bodenebenfluss Liethe. Seine bebaute Fläche umfasst 55 Hektar. Der Ort ist umgeben von landwirtschaftlich genutzten Flächen, westlich erstreckt sich der inzwischen bewaldete ehemalige Schlosspark. In Rathmannsdorf kreuzen sich die Landesstraße 71 und die Kreisstraße 2304. Über die L 71 kommt man in südöstlicher Richtung zunächst nach zwei Kilometern auf die Bundesstraße 6 (Hannover–Leipzig) und nach elf Kilometern zum Landkreiszentrum Bernburg. In nordöstlicher Richtung führt die Landesstraße nach sechs Kilometern zum Zentrum von Staßfurt. Die Kreisstraße 2304 verbindet Rathmannsdorf mit den Nachbarorten Hohenerxleben im Norden und Güsten im Süden. Der nächste Bahnhof befindet sich in Staßfurt an der Bahnlinie Schönebeck–Güsten.

## Geschichte
Erstmals offiziell erwähnt wurde Rathmannsdorf 1195 in einer Urkunde von Papst Coelestin III., die in Rom ausgestellt worden war. Zu dieser Zeit war Bernhard III., Herzog von Sachsen, Graf von Askanien und Ballenstedt, auch Burgherr von Bernburg, dem späteren Zentrum des Fürstentums Anhalt-Bernburg, unter dessen Herrschaft Rathmannsdorf bis 1863 stand. Bereits 1177 stand in Rathmannsdorf eine im romanischen erbaute Stil Kirche. Mit dem Rathmannsdorfer Rittergut wurde 1466 die Adelsfamilie von Krosigk belehnt, die es 1522 durch Lorenz von Krosigk endgültig erwarb. Danach wurde das Schloss hauptsächlich als Witwensitz der Familie genutzt. Während des Dreißigjährigen Krieges wurde der Ort 1653 verwüstet, die Kirche zerstört. Ab 1655 begann der Wiederaufbau des Dorfes, der sich über zehn Jahre hinstreckte. Anfang des 18. Jahrhunderts wurde mit dem Anlegen des Schlossparks begonnen, der zunächst im französischen Stil entstand und gegen Ende des Jahrhunderts erweitert und nach englischem Vorbild umgestaltet wurde.
Nach dem Sieg Napoleons 1805 über die europäischen Alliierten und der Schaffung des unter Frankreichs Einfluss stehenden Rheinbundes, traten die anhaltinischen Herzogtümer diesem 1807 bei, bis der Bund nach Napoleons Niederlage in den Befreiungskriegen 1815 wieder aufgelöst wurde. 1863 wurden die noch verbliebenen Herzogtümer Anhalt-Bernburg und Anhalt-Dessau zum Herzogtum Anhalt vereinigt, das in neu geschaffene Landkreise gegliedert wurde. Der Ort Rathmannsdorf wurde dem Landkreis Bernburg zugeordnet. Nachdem 1857 die Bahnstrecke Schönebeck–Güsten eröffnet worden war, profitierte auch Rathmannsdorf über den drei Kilometer entfernten Bahnhof Neundorf vom Anschluss an das deutschlandweite Bahnnetz. 1879 erhielt Rathmannsdorf an der Strecke Berlin–Blankenheim einen eigenen Bahnhof. 1883 wurde mit dem Bau einer neuen Kirche begonnen. Die Einwohnerzahl betrug 1910 1033 und änderte sich bis zum Ausbruch des Zweiten Weltkriegs 1939 nur unwesentlich auf 1048.
Im April 1945 besetzte die US-Armee Rathmannsdorf, übergab den Ort aber bereits im Juli an die Rote Armee. Im Zuge der zwischen 1945 und 1946 in der Sowjetischen Besatzungszone (SBZ) durchgeführten Bodenreform wurden in Rathmannsdorf das Gut und das Schloss enteignet. Während die landwirtschaftlichen Flächen parzelliert und unter Kleinbauern aufgeteilt wurden, übernahm zunächst die Rote Armee das Schloss als Lazarett. Ab 1946 wurde es als TBC-Heilstätte, ab 1958 als Rehabilitationszentrum mit Berufsausbildung genutzt. Die 1949 auf dem Gebiet der SBZ gegründete DDR führte 1952 eine umfangreiche Verwaltungsreform durch, mit der die Länder abgeschafft und eine neue Bezirksstruktur eingerichtet wurde. Rathmannsdorf wurde in den neu geschaffenen Kreis Staßfurt eingegliedert, der dem Bezirk Magdeburg unterstellt war. Anfang der 1950er Jahre wurde die Landwirtschaftliche Produktionsgenossenschaft (LPG) Rathmannsdorf gegründet, der bis 1960 alle landwirtschaftlichen Betriebe des Ortes beitreten mussten. 1964 hatte Rathmannsdorf 1107 Einwohner.
Nach der Deutschen Wiedervereinigung 1990 wurde die Landwirtschaft in Rathmannsdorf wieder privatisiert. Im Zuge des Ausbaus der Infrastruktur wurde auch das Dorfgemeinschaftshaus ausgebaut und modernisiert. Der Bahnhof Rathmannsdorf wurde 1998 wegen Stilllegung der Bahnstrecke geschlossen. Am 1. Januar 2004 wurde Rathmannsdorf in die Stadt Staßfurt eingemeindet. Das zu DDR-Zeiten durch Anbauten erweiterte Schloss wird heute als Schule genutzt.

## Sehenswürdigkeiten
Die evangelische St.-Pauli-Kirche steht im nördlichen Abschnitt der Kirchgasse, in unmittelbarer Nähe des Schlosses. In ihrer heutigen Form wurde sie zwischen 1881 und 1883 im neuromanischen Stil erbaut. Sie besteht aus Kirchenschiff, Querhaus, halbrunder Apsis und dem quadratischen Westturm mit oktonaler Spitze. Im Südportal befindet sich ein mittelalterliches Tympanon. Die Innenausstattung, die von der Firma Gustav Kuntzsch, Anstalt für kirchliche Kunst, Wernigerode, erschaffen wurde, ist noch im Original erhalten. Aus der Vorgängerkirche wurden ein der Familie von Krosigk von 1744 gewidmetes Epitaph und zwei figürliche Grabsteine der Familie von 1613 übernommen.
Das Krosigksche Schloss besteht aus mehreren miteinander verbundenen Gebäudeteilen mit dem sogenannten Neuen Haus im Zentrum. Dieses wurde 1722 von Johann Ludwig von Krosigk erbaut. Es ist ein zweigeschossiger Putzbau mit einem dreiachsigen Mittelrisalit.
Das Heimatmuseum Rathmannsdorf befindet sich im Haus Friedensplatz 3a. Es ist das kleinste Museum im Museumsverband von Sachsen-Anhalt.

## Persönlichkeiten
- Erich von Krosigk (1829–1917), Kammerherr, Jurist und Abgeordneter des herzoglich-anhaltinischen Landtages
- Dedo von Krosigk (1858–1932), Verwaltungsbeamter, Hofbeamter und Rittergutsbesitzer
- Johann Ludwig Graf Schwerin von Krosigk (1887–1977), Reichsfinanzminister von 1932 bis 1945, der hier seine Kindheit verbrachte und später zum Ehrenbürger ernannt wurde